# Convolvulus mairei
Convolvulus mairei är en vindeväxtart som beskrevs av Halácsy. Convolvulus mairei ingår i släktet vindor, och familjen vindeväxter. Inga underarter finns listade i Catalogue of Life.